# Black Diamond (album Buraka Som Sistema)
Black Diamond – to pierwszy studyjny album portugalskiego zespołu Buraka Som Sistema, wydany 21 września 2008 roku. W USA wydany 7 kwietnia 2009.

## Lista utworów
1. "Luanda – Lisboa" (feat. DJ Znobia) – 4:21
2. "Sound of Kuduro" (featuring DJ Znobia, M.I.A., Saborosa and Puto Prata) – 3:33
3. "Aqui para vocês" (feat. Deize Tigrona) – 4:12
4. "Kalemba (Wegue Wegue)" (feat. Pongolove) – 3:53
5. "Kurum" – 5:44
6. "IC19" – 4:20
7. "Tiroza" (feat. Bruno M) – 4:49
8. "General" – 4:04
9. "Yah!" (feat. Petty) – 3:33
10. "Skank & Move" (feat. Kano) – 3:57
11. "D.. D.. D.. D.. Jay" (feat. Petty) – 3:46
12. "New Africas Pt.1" – 1:52
13. "New Africas Pt.2" – 3:55